# William T. Price
William Thompson Price (* 17. Juni 1824 im Huntingdon County, Pennsylvania; † 6. Dezember 1886 in Black River Falls, Wisconsin) war ein US-amerikanischer Politiker. Zwischen 1883 und 1886 vertrat er den Bundesstaat Wisconsin im US-Repräsentantenhaus.

## Werdegang
William Price besuchte die öffentlichen Schulen seiner Heimat. Danach arbeitete er für einige Zeit als Ladenangestellter in Hollidaysburg. 1845 zog er nach Mount Pleasant in Iowa und im folgenden Jahr nach Black River Falls in Wisconsin. Dort wurde er im Holzgeschäft und in der Landwirtschaft tätig. Im Jahr 1849 wurde er stellvertretender Polizeichef im Crawford County. Nach einem Jurastudium und seiner im Jahr 1852 erfolgten Zulassung als Rechtsanwalt begann er in seinem neuen Beruf zu arbeiten.
Politisch war Price zunächst Mitglied der Demokratischen Partei. Nach der Gründung der Republikaner im Jahr 1854 wechselte er zu dieser Partei über. 1851 wurde Price in die Wisconsin State Assembly gewählt. Im Jahr 1854 zog er nach La Crosse, wo er eine Postkutschenlinie zwischen diesem Ort und Black River Falls betrieb. Später kehrte er nach Black River Falls zurück, wo er auch wieder als Anwalt praktizierte. In den Jahren 1854 und 1859 fungierte er als Bezirksrichter im Jackson County. Von 1856 bis 1857 war Price Bezirkskämmerer. Zwischen 1857 und 1881 saß er mehrfach im Senat von Wisconsin; im Jahr 1879 war er dessen Präsident. Zwischen 1863 und 1865 arbeitete er für die Steuerbehörde. 1882 war er nochmals Abgeordneter in der State Assembly.
Bei den Kongresswahlen des Jahres 1882 wurde Price im achten Wahlbezirk von Wisconsin in das US-Repräsentantenhaus in Washington, D.C. gewählt, wo er am 4. März 1883 die Nachfolge von Thaddeus C. Pound antrat. Nach einer Wiederwahl konnte er bis zu seinem Tod am 6. Dezember 1886 im Kongress verbleiben. Zu seinem Nachfolger wurde sein Sohn Hugh gewählt, der dann zwischen dem 18. Januar und dem 3. März 1887 die laufende Legislaturperiode beendete.